# 上越クリスタル硝子
上越クリスタル硝子株式会社（じょうえつクリスタルガラス）は、群馬県利根郡みなかみ町後閑に本社・工場を置く企業。手作りガラス製品の製造および販売を手がけ、隣接の直営店・月夜野びーどろパークを運営していた（「びーどろ」はポルトガル語でガラスの意）。ブランド名として月夜野工房およびiroを用いていた。日本ガラス工芸協会 (JGAA) 賛助会員。
2023年（令和5年）10月1日に事業停止し、同月27日に前橋地方裁判所より破産手続開始決定を受けた。

## 歴史
1905年（明治38年）2月10日、創業者・倉田昌三が現在の東京都文京区において、理化学ガラスの製造を開始したのが始まりである。当時は主に温度計や体温計を始めとするガラス器具の製造を手がけていた。現在の本社・工場所在地である後閑に移転したのは1947年（昭和22年）3月のことで、かつての松根油工場の跡地であった当地を倉田隆夫が着目。その場所は大東亜戦争末期に日本軍の要請で設置され、航空機の燃料として松根油を製造していた工場であったが、終戦により放置されていた。1955年（昭和30年）8月、社名を現在の上越クリスタル硝子株式会社とし、色彩工芸ガラスの生産を本格化。1966年（昭和41年）には通商産業省（現・経済産業省）から輸出貢献企業と認められている。1972年（昭和47年）、工場設備を改善し、公害防止を図った。群馬県は1997年（平成9年）度に上越クリスタル硝子の製品を「群馬県ふるさと伝統工芸品」に指定するとともに、2001年（平成13年）度には5、6人の職人が一組となって臨むガラス宙吹き成形技術を評価し、「ぐんまの優れたものづくり企業」に認定した。
1960年代後半あたりから工場脇に直営店を設営。水上温泉郷への観光客が立ち寄るようになり、ドライブイン的な施設へ整えられて行く。これが後の月夜野びーどろパークの前身となった（後述）。1990年（平成2年）に美術館を建設し、1994年（平成6年）にテーマパーク化。1997年（平成9年）には月夜野クラフトビール株式会社を設立し、地ビールの醸造を始めた。売上高は1992年（平成4年）3月期で約19億5100万円であった。
しかし、バブル崩壊後は業績が悪化。2007年（平成19年）3月期の時点で債務超過に陥り、2019年コロナウイルス感染症による影響から、2023年3月期の売上高は約3億6000万円であった。群馬県中小企業活性化協議会の支援を受けるも経営再建の道は険しく、2023年10月1日、月夜野クラフトビールとともに事業を停止し、同月27日に前橋地方裁判所より破産手続開始決定を受けた。2社の負債は合計約13億4900万円。

## 組織
本社・工場・直営店
〒379-1305 群馬県利根郡みなかみ町後閑737-1
東京営業所
〒110-0004 東京都台東区下谷1-13-10-702

## 生産設備

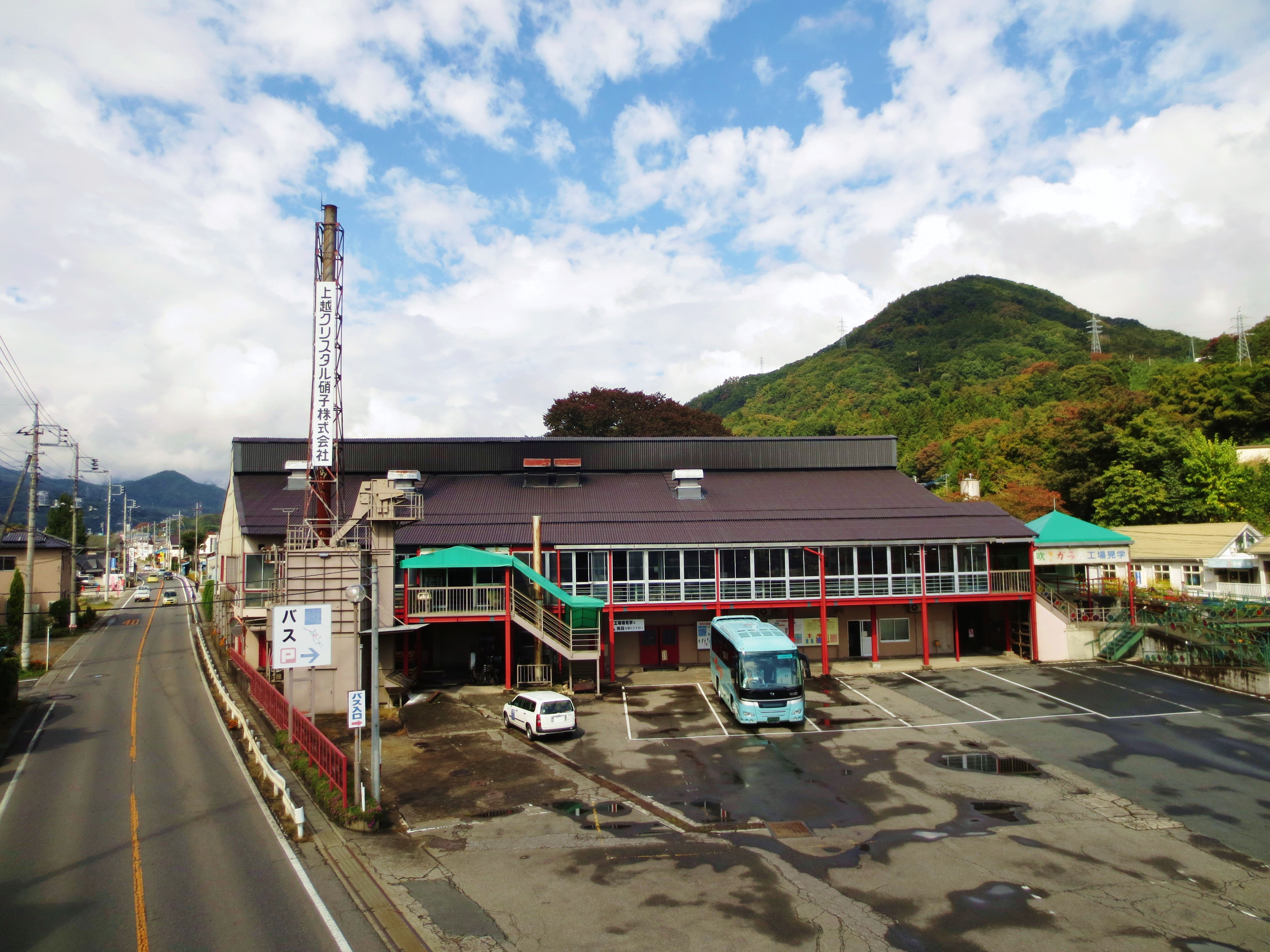
群馬県道61号沼田水上線に面した本社工場

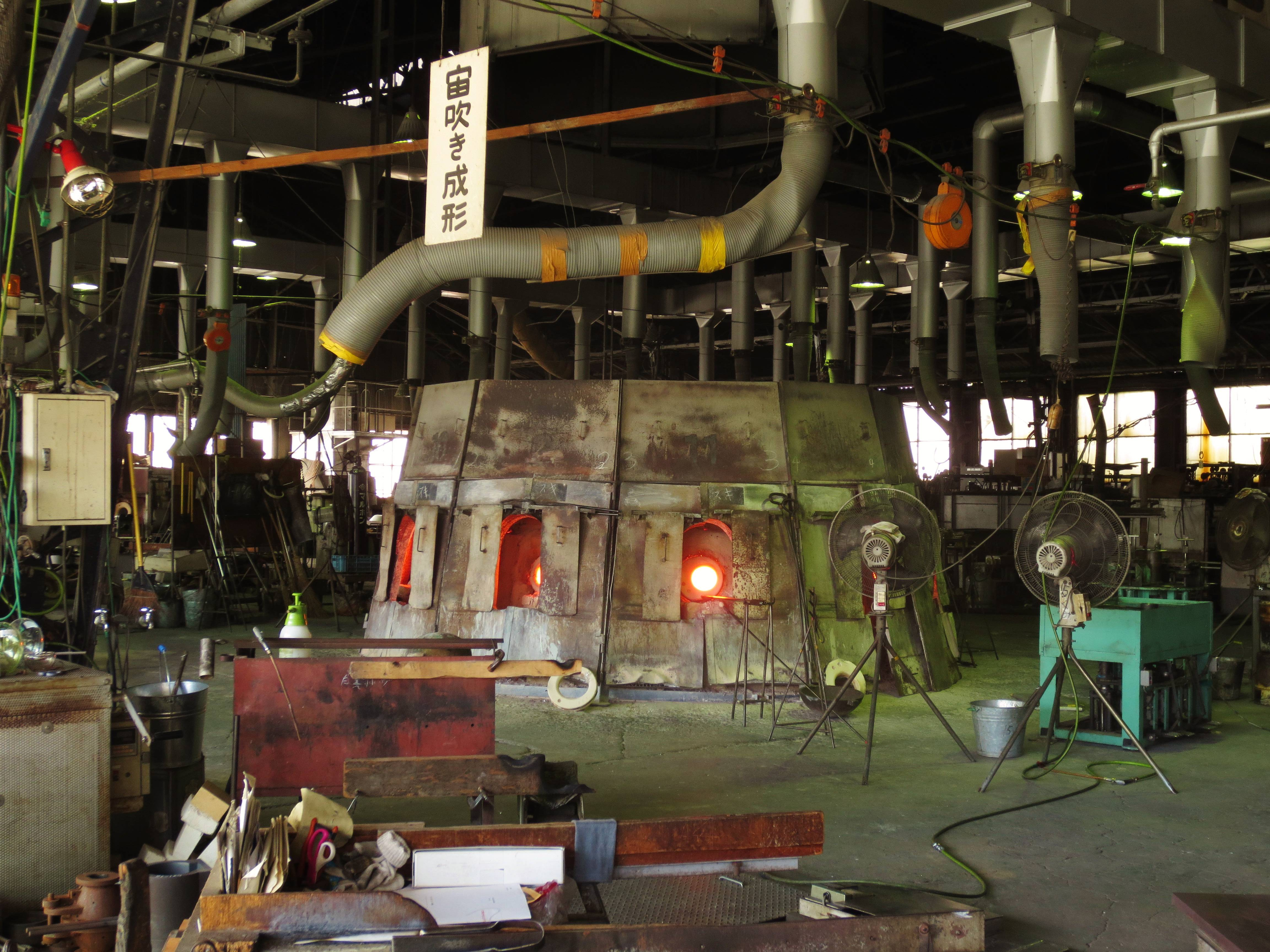
工場内部

2016年（平成28年）6月現在、上越クリスタル硝子が公開している会社案内による、同社の主要な生産設備は下記の通りである。
- 11本るつぼ連帯ガス熔融窯 - 1基
- 連続徐冷炉 - 4基
- 留徐冷炉 - 5基
- サンドブラスター - 8台

1986年（昭和61年）発行の『月夜野町史』による、当時の生産設備は下記の通りである。なお、当時の社員数は160人、年商は13億5,000万円であった。
- るつぼ窯 - 3基
- ガラス溶解量 - 8,500 kg/日
- 生産量
  - 花瓶 - 1,000 個/日
  - 食器 - 4,000 個/日
  - 照明 - 1,000 個/日

## 代表作

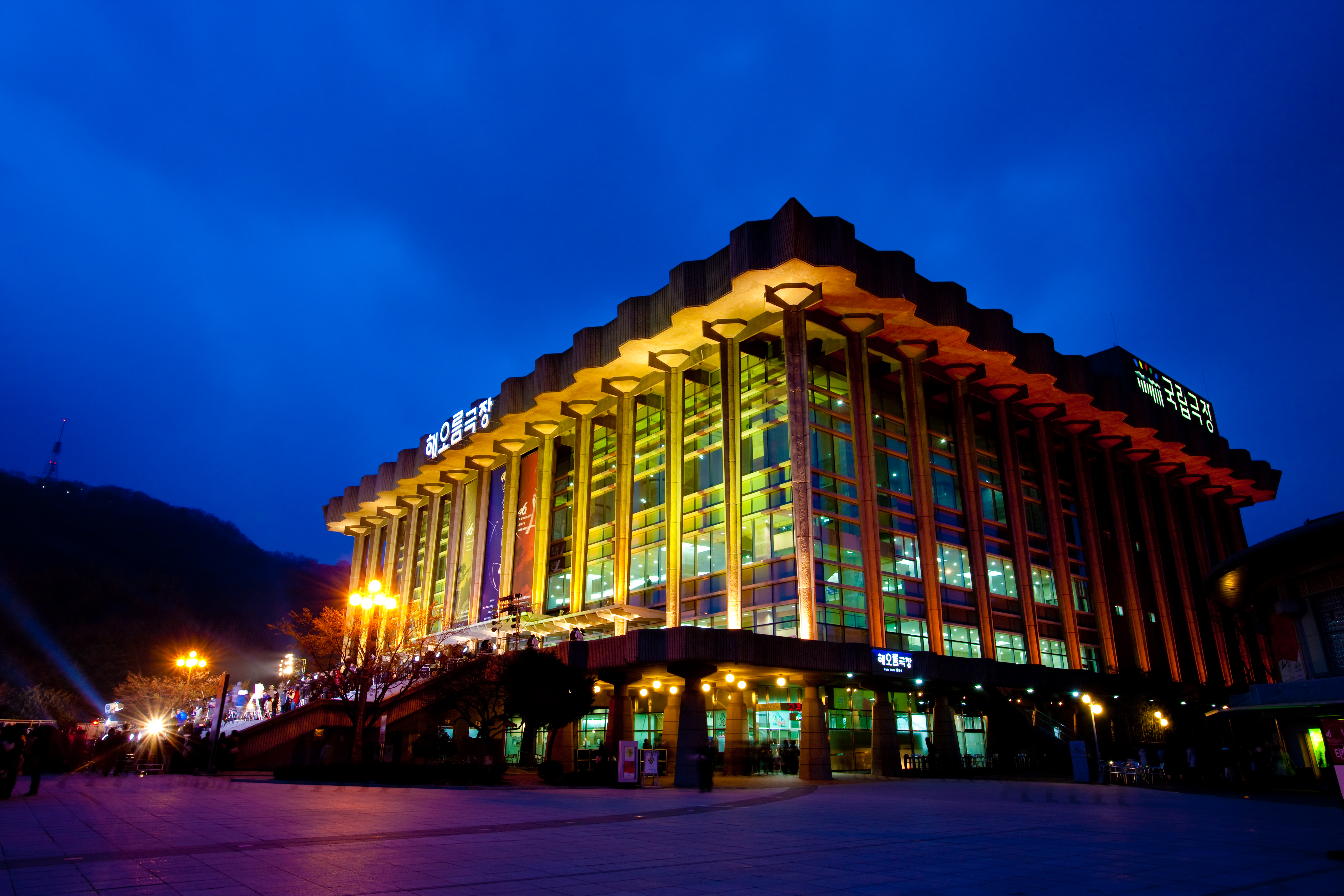
KOR国立劇場

- 平泉中尊寺金色堂修復工事向け古代装飾用特殊ガラス - 1968年（昭和43年）4月[10]
- 皇居新宮殿向け照明用ガラス - 1968年6月[10]
- 帝国ホテルメインロビー向け光壁 - 1970年（昭和45年）1月[10]
- 須崎御用邸向け光壁- 1971年（昭和46年）9月[10]
- 赤坂迎賓館向けフランス王朝時代照明用特殊ガラス - 1973年（昭和48年）1月[10]
- 大韓民国国立劇場向け壁面ガラス - 1973年5月[10]
- 大相撲大優勝杯 - 1976年（昭和51年）1月[2]
- 在アメリカ合衆国日本国大使館向けシャンデリア - 1976年6月[10]
- 在ブラジル日本国大使館向けシャンデリア - 1978年（昭和53年）1月[10]
- 正倉院ガラス復元 - 1979年（昭和54年）10月[2]
- 石川県立音楽堂向け壁面装飾ガラス - 2001年（平成13年）4月[2]
- 帝国ホテル正面ロビー向けシャンデリア - 2001年8月[2]
- ぐんまマラソン（フルマラソン）完走メダル[15][16]

## 直営店・工場見学・体験施設
本社工場では見学設備として月夜野びーどろパークを整備し、ガラス製品の製作過程を一般に公開していた。150坪の土地に展示設備（美術館・ギャラリー）や売店を設け、5,000点の製品を取り扱っている。ガラス製品の製作体験も可能で、レストランやカフェも併設されていた。営業時間は9時から16時30分で不定休。見学者は1年間あたり30万人で、その年齢層も10代以下から60代以上と幅広い。訪れた著名人としては1969年（昭和44年）8月、当時の皇太子明仁親王・同妃美智子（後の天皇・皇后） を始め、高松宮宣仁親王、皇太子徳仁親王など。

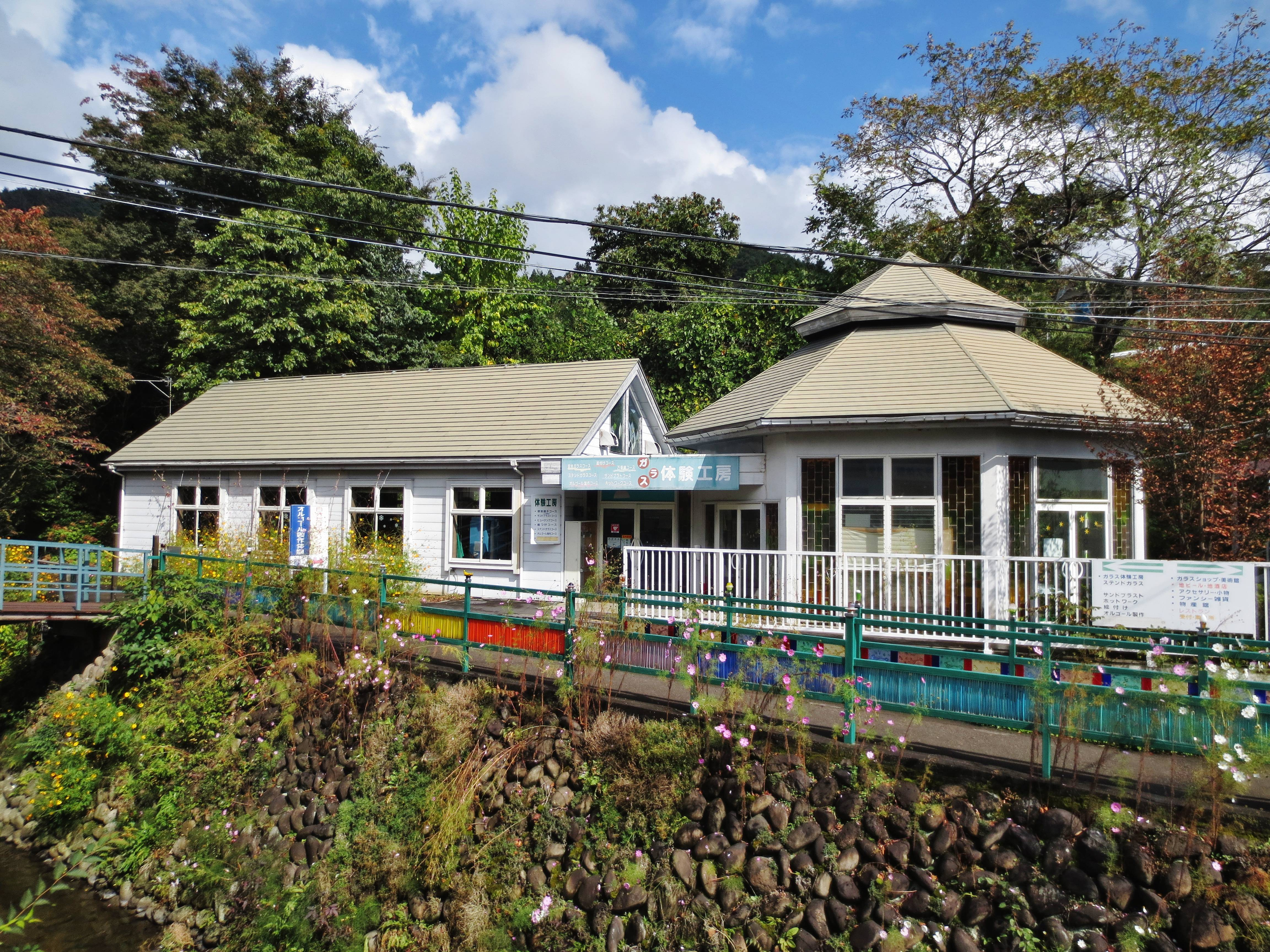
体験工房
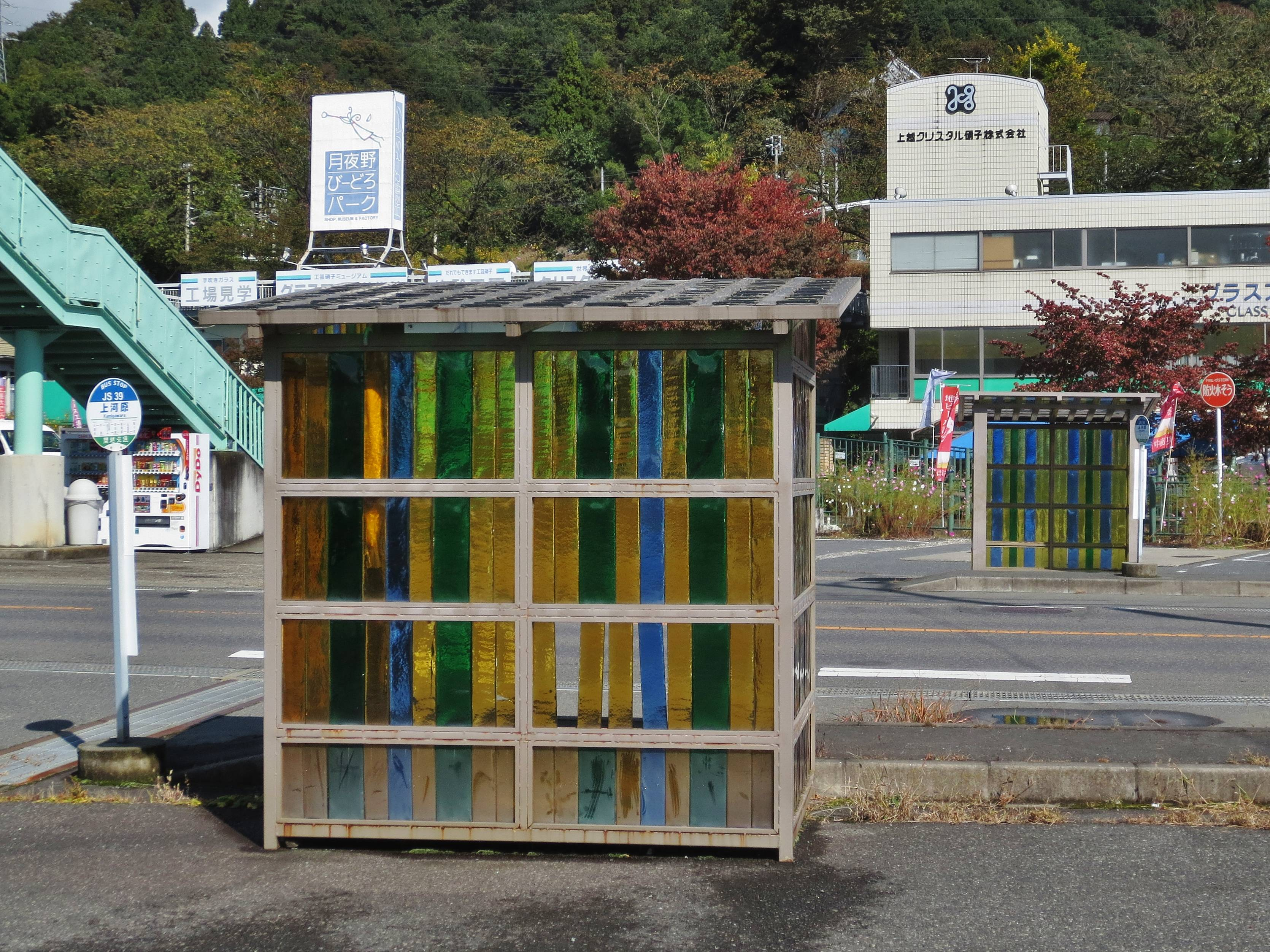
最寄りバス停待合所のステンドグラス

## 交通アクセス
公共交通機関
JR上越線・後閑駅から徒歩15分、またはタクシーで約3分。
JR上越新幹線・上毛高原駅から徒歩25分、またはタクシーで約5分間。
自家用自動車
関越自動車道・月夜野インターチェンジから自動車で約4 km、約8分。
関越自動車道・水上インターチェンジから自動車で約9 km、約13分。
300台が駐車可能な駐車場があった。
このほか上毛高原駅／後閑駅から無料送迎バス（要予約）を運行していた。

## その他

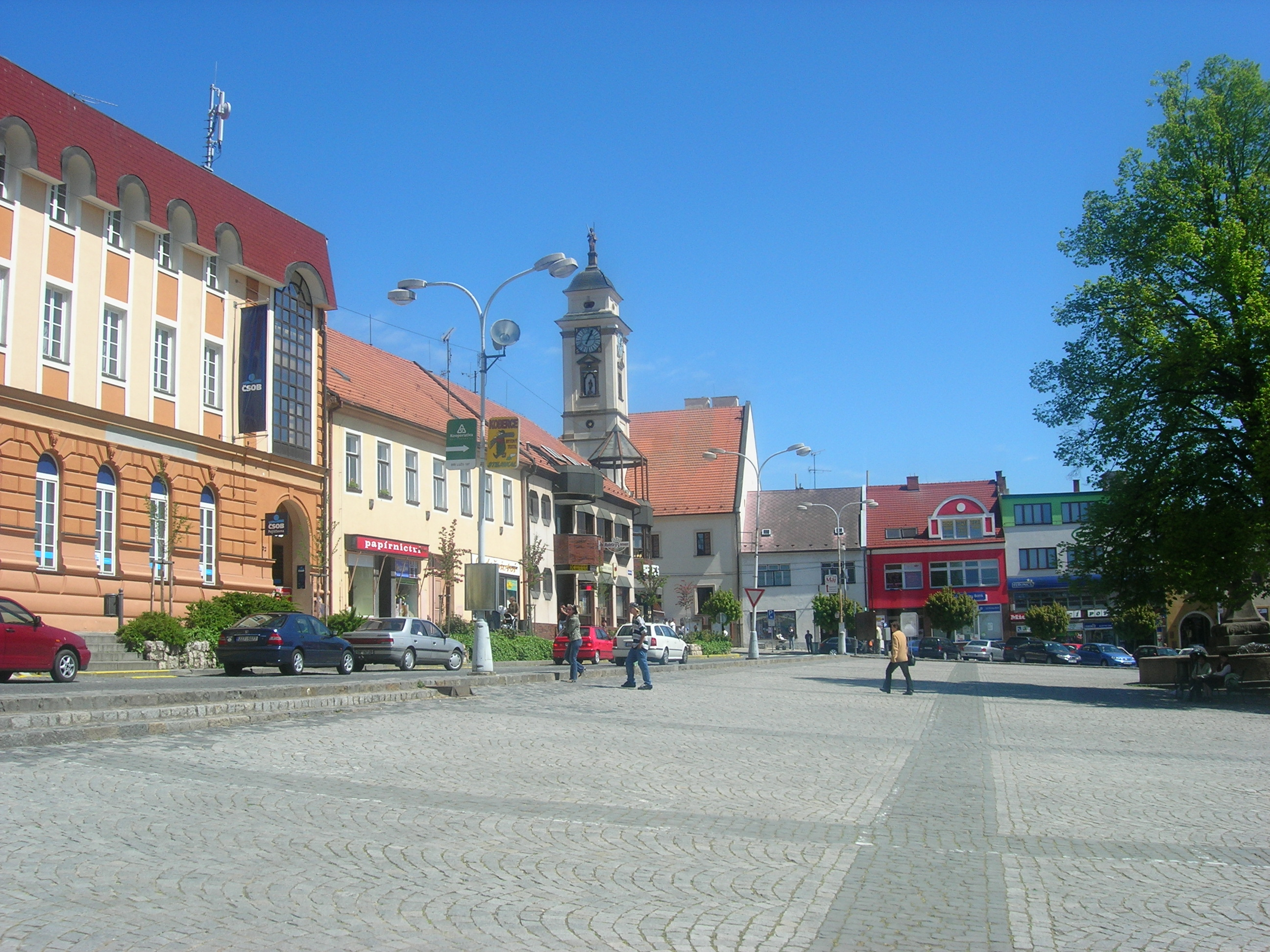
CZE
ウヘルスキー・ブロッド町

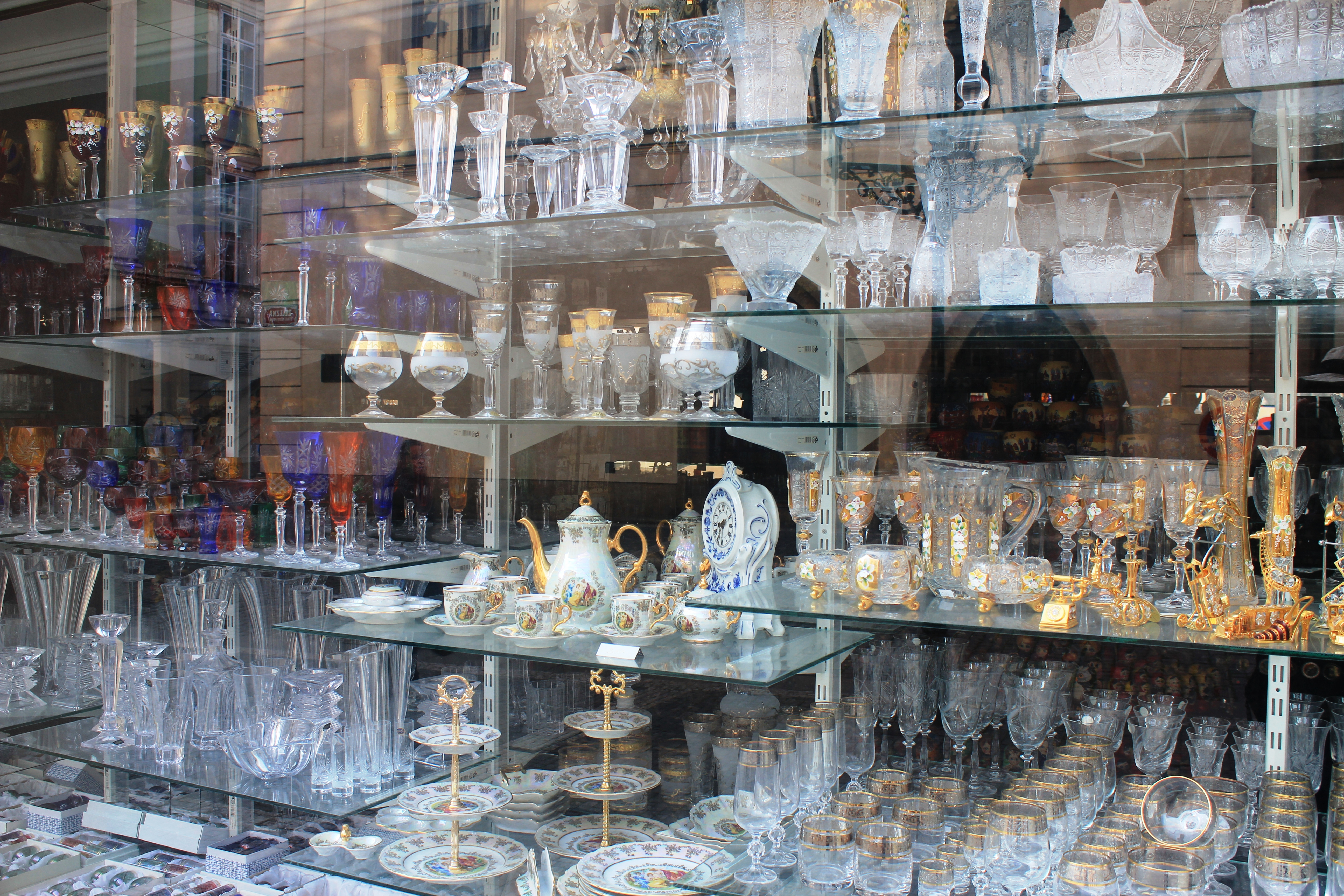
チェコのボヘミアガラス製品

- 1996年（平成8年）、当時の月夜野町（現・みなかみ町）はチェコ共和国ウヘルスキー・ブロッド町（英語版）との間で姉妹都市提携を行った。チェコ人デザイナーによるガラス製品の製造を上越クリスタル硝子が担当したことがきっかけ[20]。チェコにも伝統工芸としてボヘミアガラスがあり、ガラス産業を抱える山村の風景が互いによく似ていると言われている[21]。